# Gerd Sonnleitner

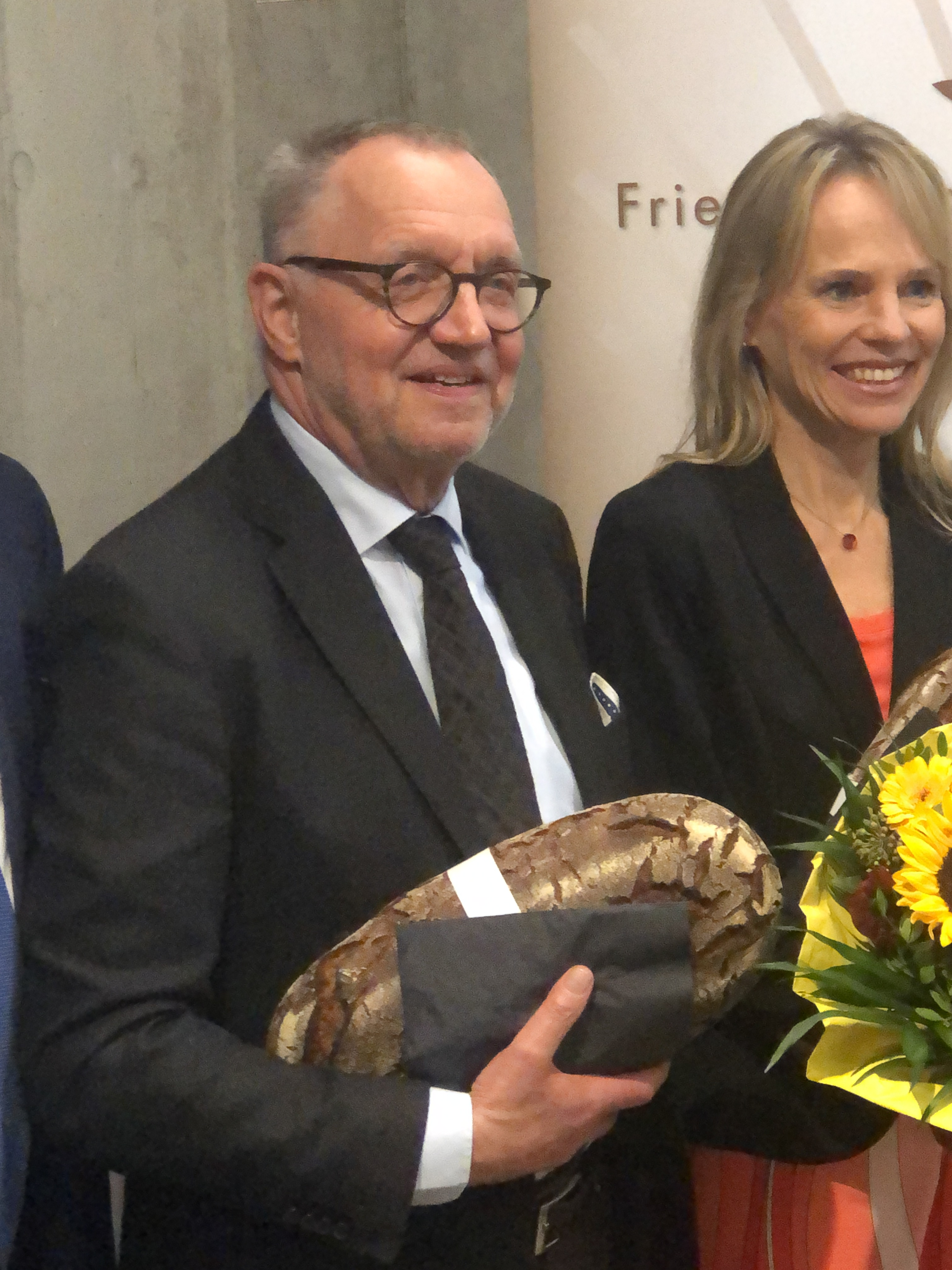
Gerd Sonnleitner 2019

Gerhard „Gerd“ Alfons Jakob Sonnleitner (* 30. Juli 1948 in Passau) ist ein deutscher Agrarfunktionär und war bis 2013 Präsident des Europäischen Bauernverbandes. Von 1997 bis 2012 war er zudem Präsident des Deutschen Bauernverbandes; am 27. Juni 2012 wurde Joachim Rukwied zu seinem Nachfolger gewählt.

## Leben
Sonnleitner besitzt in Ruhstorf im Landkreis Passau einen 100-Hektar-Veredelungsbetrieb, welcher seit dem 13. Jahrhundert in Familienbesitz ist. Nach dem Realschulabschluss 1964 absolvierte Sonnleitner eine landwirtschaftliche Ausbildung und schloss 1973 als staatlich geprüfter Landwirt und Landwirtschaftsmeister ab. Sonnleitner ist der Sohn des Landwirts Jacob Sonnleitner und dessen Frau Juliane. Er ist verheiratet und hat zwei Kinder.
Von 1991 bis 2012 war Sonnleitner Präsident des Bayerischen Bauernverbandes. Nachdem er seit 1994 bereits Vizepräsident des Deutschen Bauernverbandes war, wurde er am 8. April 1997 als erster praktizierender Landwirt in der Verbandsgeschichte zum Nachfolger von Constantin Freiherr von Heereman als Präsident des DBV gewählt und zuletzt 2009 im Amt bestätigt. Anfang Juli 2011 gab Sonnleitner bekannt, sich von der Spitze des DBV zurückziehen zu wollen und bei den Neuwahlen im Jahr 2012 nicht wieder zu kandidieren.
Im April 2011 wurde Sonnleitner für zwei Jahre zum Präsidenten des europäischen Bauernverbandes COPA gewählt. Das Amt hatte er bereits von April 2001 bis April 2003 inne. Von 2007 bis 2011 war Sonnleitner COPA-Vizepräsident. Im April 2013 wurde seine Amtszeit bis zur Abschluss der GAP-Reform 2013 verlängert und endete im September 2013. Wegen seiner Verdienste wurde er im September 2013 zum ersten Ehrenpräsidenten der COPA gewählt.
Am 23. November 2013 wurde Sonnleitner zum UN-Sonderbotschafter für das „Internationale Jahr der bäuerlichen Familienbetriebe“ berufen.
Gerd Sonnleitner war von 1972 bis 1993 parteiloser Gemeinderat und von 1990 bis 1992 zweiter Bürgermeister der Gemeinde Ruhstorf. Von 1990 bis 1995 war er zudem für eine Wählergemeinschaft Kreisrat im Landkreis Passau und von 1992 bis 1999 Mitglied des Bayerischen Senats.
Im Jahr 2001 erhielt Sonnleitner den Negativpreis Dinosaurier des Jahres als Deutschlands größter Umweltsünder vom Naturschutzbund Deutschland. Begründet wurde die Preisvergabe mit seiner „konsequente(n) Bremsleistung in Sachen Agrarwende“, die sich unter anderem in seiner „bemerkenswert schlichte[n]“ Lobbyarbeit, seiner „ständige[n] Litanei gegen jeden noch so überfälligen Reformschritt vom Bundesnaturschutzgesetz bis zur Ökosteuer“ und seinem „permanente[n] Nein zu Verbesserungen bei der Tierhaltung und der Reduzierung von Pflanzenschutz- und Düngemitteln“ äußere.

## Ämter
Sonnleitner bekleidete zahlreiche Ämter, u. a. war er Mitglied der Präsidien der Bundesvereinigung der Deutschen Arbeitgeberverbände und des Deutschen Raiffeisenverbands, Aufsichtsratsvorsitzender des Deutschen Landwirtschaftsverlags, Vorsitzender des Zentralausschusses der Deutschen Landwirtschaft, Mitglied des Verwaltungsrats der Kreditanstalt für Wiederaufbau und der Aufsichtsräte der Münchener und Magdeburger Agrarversicherung AG, des Landmaschinenherstellers AGCO Corporation, sowie der R+V Lebensversicherung AG (Tochterunternehmen der R+V Versicherung), Mitglied des genossenschaftlichen Beirats der BayWa AG
, Verwaltungsratsvorsitzender der Landwirtschaftlichen Rentenbank und Mitglied der Hanns-Seidel-Stiftung.
Zum Stand Januar 2016 ist er noch Aufsichtsratsvorsitzender des Absatzfonds, Aufsichtsrat der EGE GmbH Berlin, Aufsichtsrat Fendt Marktoberdorf, Beirat der Baywa AG und Mitglied im Wirtschaftsbeirat Bayern.

## Ehrungen
- 1998: Verdienstkreuz am Bande der Bundesrepublik Deutschland
- 2001: Dinosaurier des Jahres des Naturschutzbundes Deutschland (Negativpreis)
- 2005: Bayerische Verfassungsmedaille in Silber
- 2012: Ehrenpräsident des Bayerischen Bauernverbandes
- 2012: Ehrenpräsident des Deutschen Bauernverbandes
- 2012: Professor-Niklas-Medaille des Ministers für Ernährung und Landwirtschaft
- 2013: Bayerischer Verdienstorden
- 2013: Großes Verdienstkreuz der Bundesrepublik Deutschland
- 2013: Erster Ehrenpräsident COPA
- 2014: UN-Sonderbotschafter für bäuerliche Familienbetriebe
- 2016: Medaille für besondere Verdienste um Bayern in einem Vereinten Europa
- 2017: Ordre du Mérite agricole (Landwirtschaftlicher Verdienstorden Frankreichs) in der Stufe Kommandeur[9]